# 妹尾隆一郎
妹尾 隆一郎（せのお りゅういちろう、1949年6月17日 - 2017年12月17日）は、日本のハーモニカ奏者。別名ウィーピング・ハープ・セノオ。ブルースハーモニカの分野では日本を代表するミュージシャンである。大阪市西淀川区生まれ。10代を兵庫県宝塚市で過ごす。クリエイターのStaこと妹尾泰隆は、長男。

## 人物
大阪教育大附属高校池田校舎時代からバンド活動を始める（ベース担当）。後輩に伊藤銀次がおり、当時ビートルズのコピーバンドで、ベースを弾きながら歌えた人間は少なかったとの証言がある。中央大学商学部に入学し上京。フォークソング研究会に入る。中大フォー研在籍時、サニー・テリー、ポール・バターフィールド、ミシシッピ・ジョン・ハートなどを知り、ハーモニカに興味を持ち、その後黒人ブルースとハーモニカにのめり込んで行く。1972年、B.B.キング来日時には前座で出演。1973年、西新宿にあったmagasine No.1/2でのライブアルバム『Live in magazine No.1/2』に参加。「ジン・ハウス・ブルース」を録音。1974年9月、「レイジー・キム・ブルース・バンド」「オフ・ザ・ウォール」を経て「ウィーピング・ハープ・セノオ&ヒズ・ローラーコースター」を結成。同年、久保田麻琴と夕焼け楽団のレコーディングセッションに参加。
1976年8月、1stアルバム『メッシン・アラウンド』を発表。内田勘太郎、近藤房之助、尾関隆など日本の第一線のブルース・ミュージシャンが結集したこのアルバムは、ブルース・アルバムとしては予想を大きく上回る好セールスを記録。翌1977年、2ndアルバム『ブギ・タイム』を発表。渡辺香津美、村上秀一、泉谷しげるなど、1stアルバム同様豪華なミュージシャンたちを迎え、自作曲も発表した。その後も精力的に活動し、全国のライブハウスを行脚。様々なコンサートなどを企画。また、自らハーモニカ教室も開き、後進の育成にも力を注いでいる。
週刊モーニングの連載マンガ「Hey!!ブルースマン」（山本おさむ）には尾崎龍太郎として登場している。
2008年、西濱哲雄との「てっちゃんせのちゃん」、森園勝敏（ex四人囃子）、塩次伸二（ウエスト・ロード・ブルース・バンド）らとのユニットで精力的に日本をツアーしている。
2017年12月17日22時10分、胃癌と腸閉塞のため入院していた、淀川キリスト教病院（大阪市東淀川区）で死去。 68歳没。
2018年　生前の功績を讃え、有志によるお別れの会「ブルースをよろしく！ありがとう妹尾隆一郎」が東京・京都・大阪で開かれた。

## アルバム

### 妹尾隆一郎
- 『メッシン・アラウンド』（ビクター・フライングドッグ）
- 『ブギ・タイム』（ビクター・フライングドッグ）

以上2枚はPヴァインでCD化の後、ビクターから紙ジャケットで再発。
- 『ONE MORE MILE』(BLACK BOX INC.)

### ローラーコースター
- 『ザッツ・ナッシング・ニュー』（VIVID Sound）
- 『キープ・イット・アップ』（VIVID Sound）
- 『ブギー・ディスカウンター』（VIVID Sound）
- 『サムシング・フォー・リトル・ウォルター』（VIVID Sound）
- 『キープ・オン・ゴーイン』（Pヴァイン）

### BLUES FILE
- 『ブルースファイル遊び足りない子どもたちへ』（Airplane)
- 『Hey!BluesMan』
- 『ライヴ・イン・ヒロサキ』

### Seno-Tera
- 『ワン・モア・マイル』（マイルストーン）

### デイブレイク
- 『デイブレイク』（ラジオシティ）※フュージョン・バンド

### V.A.
- 『Year! The Blues』（ビクター／近藤房之助　他）
（加筆中）
- 「My Last Meal/ I'm Still In Love With You」(Year）

※ピクチャーシングル（ローラーコースター、吾妻光良、チャールズ清水）
・『Live in magazine No.1/2』（限定500枚自主制作）

## 教則ビデオDVD
- ベーシック・ブルースハープ
- プロフェッショナル・ブルースハープ
- ブルース・ハープ・ベーシック・フレージング
- ブルースハープの常套句

（いずれもリットー・ミュージック）　　　　　　　　　

## 参加レコーディング・参加セッション

### 共演・録音
- サザンオールスターズ「ラチエン通りのシスター」「Big Star Blues(ビッグスターの悲劇)」
- 泉谷しげる
- B'z
- かまやつひろし
- 上田正樹
- ビートたけし
- 桑名正博
- オーティス・ラッシュ
- 憂歌団
- 吉田美奈子「朝は君に」
- 山口百恵「ロックンロールウイドウ」
- 久保田麻琴
- プリンセスプリンセス
- ウエスト・ロード・ブルース・バンド
- もんたよしのり
- パンタ
- 中山美穂「Midnight Taxi」
- 伊藤銀次『DEADLY DRIVE』（1977年5月25日）
  - 「King Kong（キング・コング）」
- ヴィーナス・ペーター『BIG "SAD" TABLE』（1993年6月25日）
  - 「トリップマスター・モンキー The Tripmaster Monkey」
  - 「ストレイ Stray」

### サウンドトラック
- 大都会 PARTII
- カウボーイビバップ
- おジャ魔女どれみ
- シュアリー・サムデイ

（加筆中）